# Biogradsko jezero
Biogradsko jezero je jezero u sjevernoj Crnoj Gori, u općini Kolašin. To je glacijalno jezero, smješteno na planini Bjelasica, u sklopu Nacionalnog parka Biogradska Gora. Pored njega se nalazi još 6 jezera u nacionalnom parku. Jezero se nalazi na nadmorskoj visini od 1094 m, dugo je 870 m, široko 261 m, a prosječna dubina je 4,5 m. U jezero se ulijeva Biogradska rijeka, a izlijeva rijeka Jezerštica.

## Vanjske poveznice
|  | Zajednički poslužitelj ima još gradiva o temi Biogradsko jezero |

- Nacionalni park Biogradska Gora  Arhivirana inačica izvorne stranice od 16. listopada 2007. (Wayback Machine)